# Borstige Schuppensimse
Die Borstige Schuppensimse oder Borstige Moorbinse (Isolepis setacea) ist eine Pflanzenart aus der Familie der Sauergrasgewächse (Cyperaceae). Sie ist in der Alten Welt weit verbreitet. Sie wird manchmal als Zierpflanze verwendet.

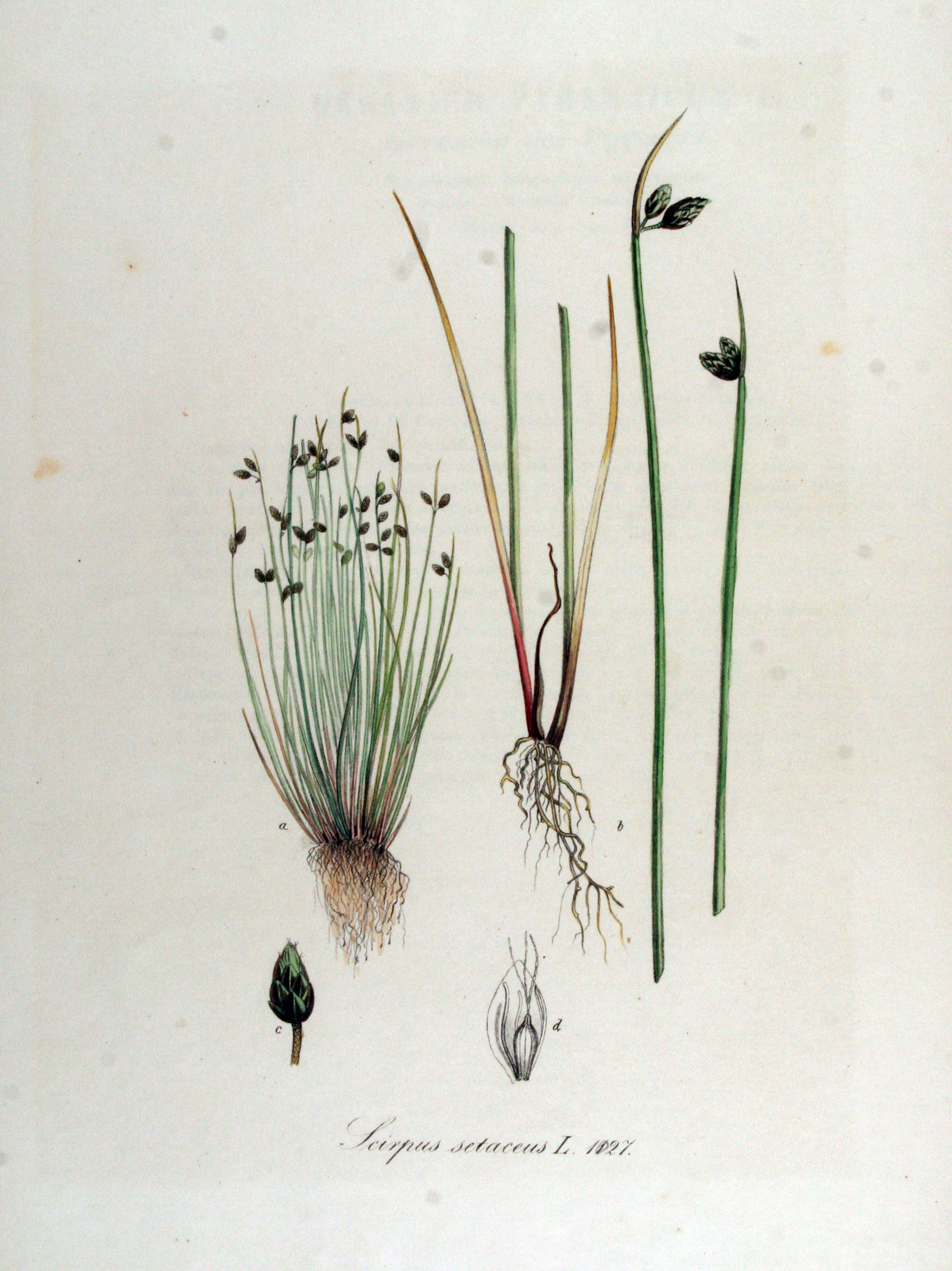
Borstige Schuppensimse (Isolepis setacea), Illustration

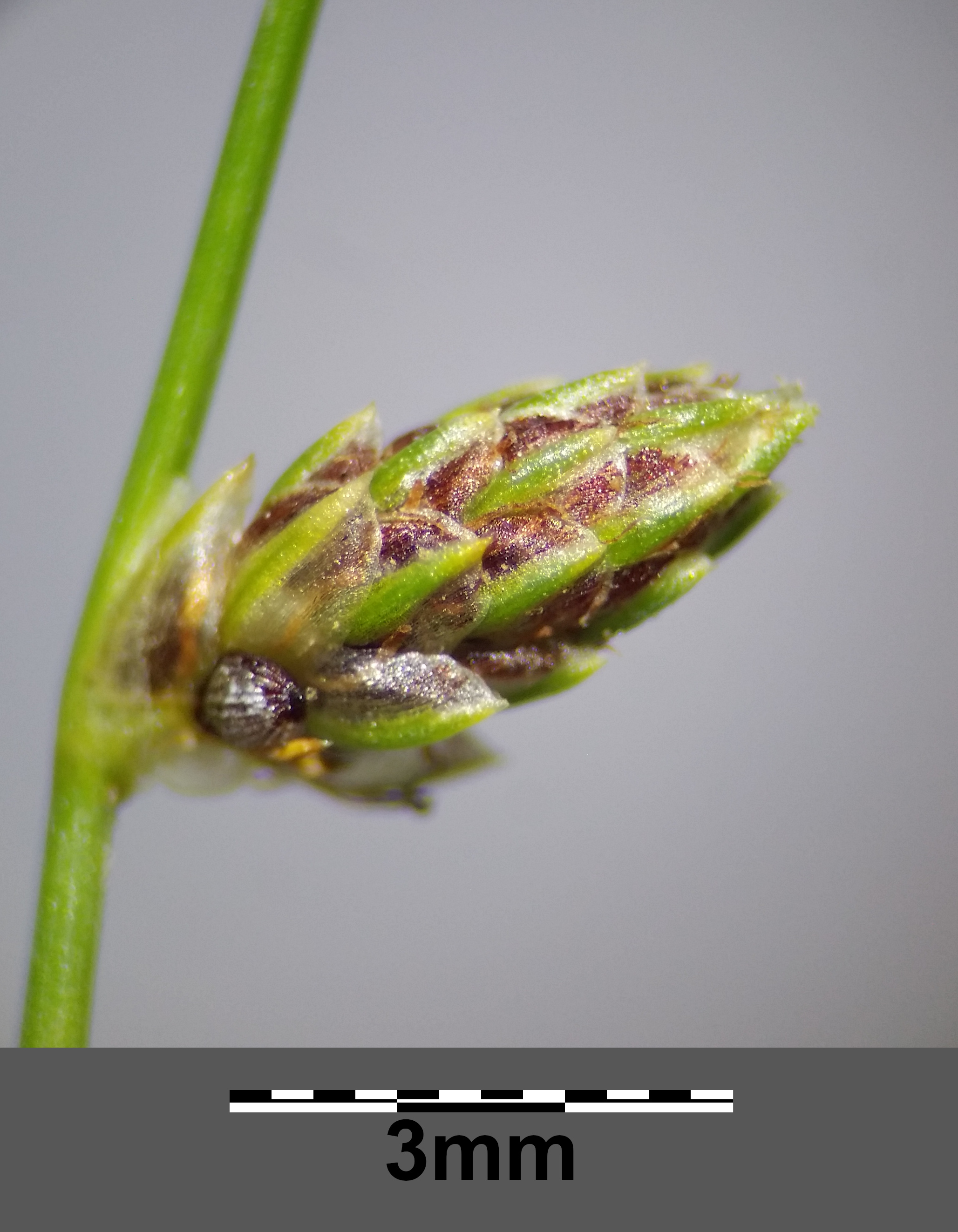
Ährchen

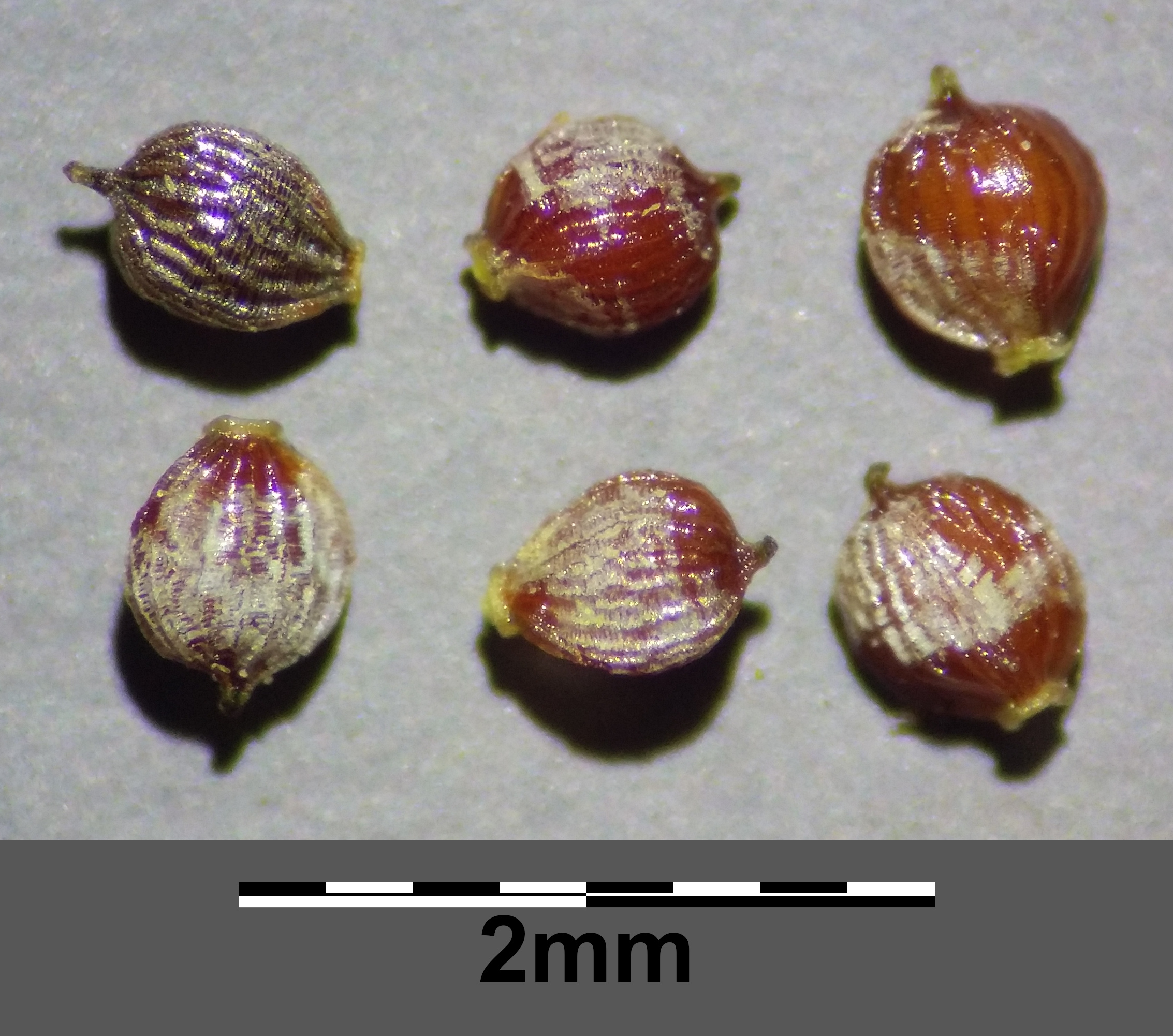
Früchte

## Beschreibung

### Vegetative Merkmale
Die Borstige Schuppensimse wächst in Horsten oder dichten Matten als einjährige oder nur wenige Jahre ausdauernde krautige Pflanze und erreicht Wuchshöhen von meist 2 bis 10 (selten bis zu 30) Zentimeter. Sie bildet kriechende Rhizome. Der gerade oder etwas gebogene Stängel ist stielrund mit einem Durchmesser von nur 0,3 bis 0,5 Millimeter. Die Blattspreiten sind flach oder rinnig und nur bis zu 0,5 Millimeter breit und bis zu 9 Zentimeter lang. Sie können aber auch rudimentär sein.

### Generative Merkmale
Die Blütezeit reicht von Juli bis Oktober. Das bis 3 Zentimeter lange Hüllblatt des Blütenstandes setzt den Stängel fort, steht aufrecht und kann später etwas gekrümmt sein. Der scheinbar seitenständige, köpfchenförmige Blütenstand enthält ein bis vier (maximal bis zu zehn) Ährchen. Die Ährchen sind sitzend oder fast sitzend und eiförmig mit einer Länge von 2 bis 3 Millimeter sowie einer Breite bis zu 2 Millimeter und enthalten 10 bis 40 Blüten. Die Spelzen sind kahl, länglich-eiförmig, 1,3 bis 2,1 Millimeter lang und 0,6 bis 1,2 Millimeter breit, bräunlich oder purpurn, mit etwa sieben Nerven und einem breiten, grünen Kiel. Die Blüte enthält zwei bis drei Staubblätter und drei Narben.
Die zusammengedrückt-dreikantige Nuss besitzt konvexe Seiten, ist 0,5 bis 1,2 Millimeter lang und trägt eine kurze Stachelspitze. Sie ist längsseits mit Rippen versehen und zart quer gestreift; ihre Farbe ist graubraun bis rotbraun.
Die Chromosomenzahl beträgt 2n = 28.

## Vorkommen
Das Verbreitungsgebiet der Borstigen Schuppensimse umfasst Europa (außer im äußersten Süden und Norden), Afrika, West- und Zentralasien mit Sibirien, Indien, China, außerdem Australien. Eingeschleppt kommt sie auch in Nordamerika vor. In Europa kommt sie in fast allen Ländern vor und fehlt nur in Finnland, Montenegro, Nordmazedonien und in Moldau.
In Mitteleuropa kommt sie in den Mittelgebirgen und in den Alpen über Silikatgestein nur bis etwa 1200 m vor, hier ist sie selten, über Kalk fehlt sie fast überall. Die Höhe von 1200 Meter erreicht sie in Tirol. Sie kommt im mitteleuropäischen Tiefland östlich der Weser zerstreut vor, westlich davon ist sie aber selten.
Die Borstige Schuppensimse wächst gern als Pionierpflanze auf nassen, mäßig sauren Sand- oder Torfböden. Sie bevorzugt Ufer von Gräben in Hoch- und Zwischenmooren, sie geht aber auch in niedere, nasse Streuwiesen oder auf sandige, auch im Sommer nicht vollkommen austrocknende Waldwege. Gelegentlich tritt sie hier als einer der ersten Besiedler auf dem noch nackten Boden auf.
Die ökologischen Zeigerwerte nach Landolt et al. 2010 sind in der Schweiz: Feuchtezahl F = 4+w+ (nass aber stark wechselnd), Lichtzahl L = 4 (hell), Reaktionszahl R = 2 (sauer), Temperaturzahl T = 4 (kollin), Nährstoffzahl N = 3 (mäßig nährstoffarm bis mäßig nährstoffreich), Kontinentalitätszahl K = 2 (subozeanisch).
Sie ist eine Kennart des Stellario uliginosae-Scirpetum setacei im Unterverband Juncenion bufonii des Verbandes Nanocyperion.

## Ökologie
Die Borstige Schuppensimse wird durch Wasser- und Watvögel verbreitet, und sie findet sich, bei sonst zusagenden Standortverhältnissen, bevorzugt entlang der großen Vogelstraßen.

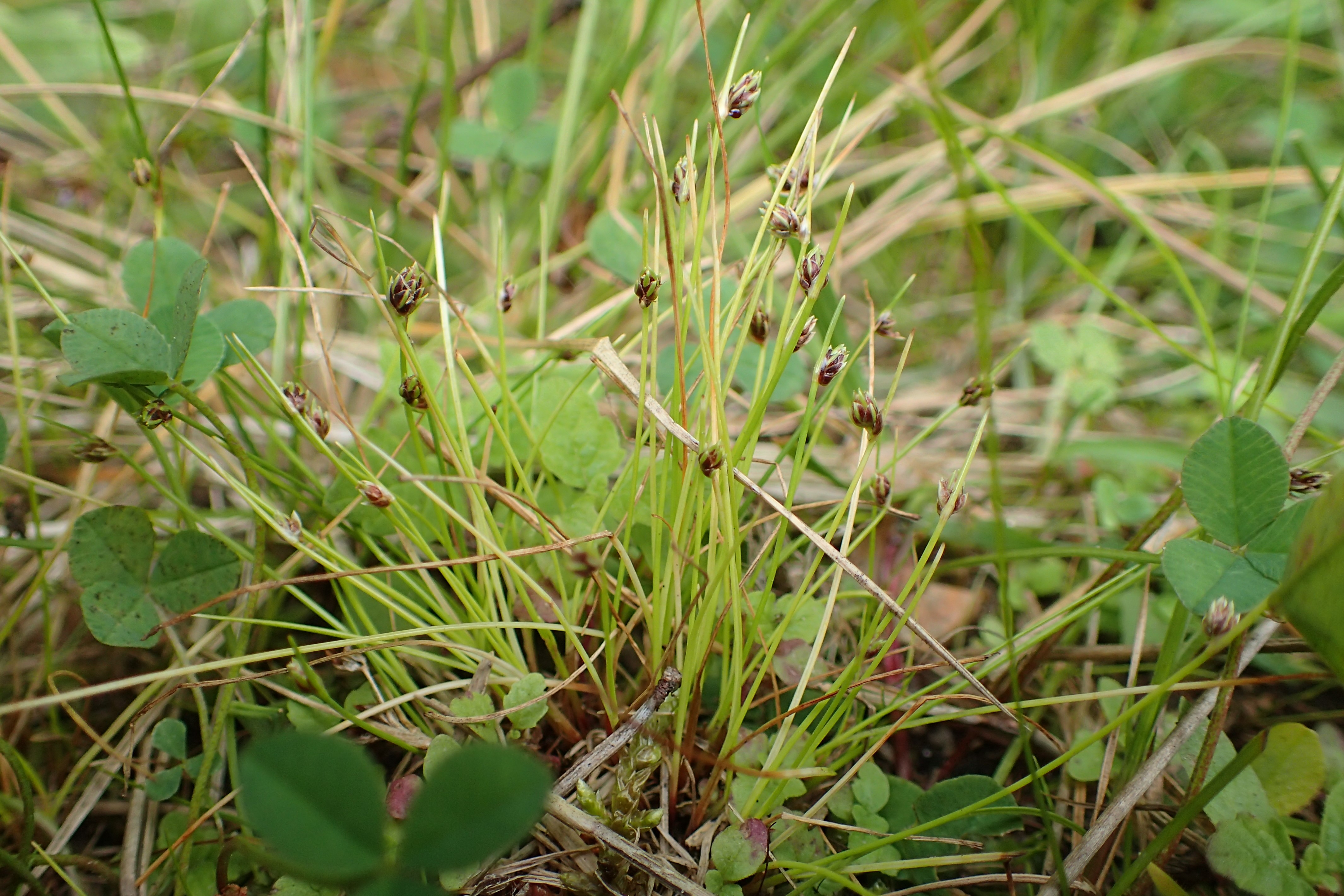
Borstige Schuppensimse (Isolepis setacea)

## Taxonomie
Diese Art wurde 1753 unter dem Namen Scirpus setaceus durch Carl von Linné in Species Plantarum erstveröffentlicht. Robert Brown stellte 1810 die Gattung Isolepis auf, deren Typusart sie ist. Weitere Synonyme für Isolepis setacea (L.) R.Br. sind: Isolepis gracillima (Kohts) Nyman, Isolepis lenticularis Nees ex Boeck., Isolepis pleurocarpa Hochst. ex C.B.Clarke, Isolepis saviana Link, Isolepis setacea var. aberdarica R.W.Haines & Lye, Mariscus setaceus (L.) Moench, Schoenoplectus setaceus (L.) Palla, Scirpus gracillimus Kohts. Sie wurde früher in die größere Gattung der Simsen (Scirpus) gestellt, wird heute aber meist zur Gattung Isolepis gestellt.